# Gustav Fechner
Gustav Theodor Fechner (19 d'abril de 1801 - 18 de novembre de 1887) va ser un físic, matemàtic i psicòleg nascut a Alemanya que va elaborar, el 1860, l'equació que expressa exactament la relació entre l'estímul físic i la sensació (relació entre ànima i matèria).
Va pensar que cada matèria estava dotada d'un esperit i va tenir èxit per posar en relació el món de l'esperit amb el de la matèria. La fórmula corresponent ve expressada per: "La intensitat d'una sensació creix en progressió aritmètica, l'estímul ha de créixer en progressió geomètrica".
En notació matemàtica: 
S = c * logR: 
on S és el valor de la sensació, R és un dels estímuls, i c una constant que varia d'estímul a estímul. Per tant, la sensació S creix amb el logaritme de la intensitat de l'estímul.
El 1860 va publicar Elements de Psicofísica, moment a partir del qual la psicofísica va quedar establerta com a disciplina interessada en establir les relacions matemàtiques precises entre els estímuls (mesurats en escales físiques) i les sensacions evocades per aquests estímuls en escales de sensació).

## Biografia
Fechner va néixer a Groß Särchen el 19 d'abril de 1801, a prop de Bad Muskau, a Baixa Lusàcia, on el seu pare era clergue. Tot i que va ser criat en un ambient religiós, posteriorment es va convertir a l'ateisme.
El 1817 va estudiar medicina a Dresden i a partir del 1818 ho va fer a la Universitat de Leipzig, ciutat en la qual va passar la resta de la seva vida, i on va obtenir el seu doctorat el 1835.
El 1834 va ser nomenat professor de física a Leipzig. No obstant això, el 1839 va contreure una malaltia dels ulls mentre estudiava els fenòmens del color i de la visió, per la qual cosa va haver de sol·licitar el retir a la seva activitat docent un any més tard. Després de recuperar-se, es va bolcar en l'estudi de la ment i les seves relacions amb el cos, donant conferències públiques sobre els temes tractats en els seus llibres. Fechner tenia un concepte del món animista, pensant que cada matèria estava dotada d'un esperit. Mentre reposava al llit, Fechner va tenir una revelació sobre la relació entre les sensacions mentals i les sensacions materials. Això va demostrar ser significatiu en el desenvolupament de la psicologia ja que ara ja hi havia una relació quantitativa entre els mons mental i físic.
D'aquesta manera, va tornar al món de l'ensenyament, tot i que aquest cop com a professor de filosofia. En aquest moment, per a Fechner va començar una etapa d'especulació filosòfica-matemàtica.
Més tard, va crear la psicologia experimental, coneguda com a psicofísica. És en aquest moment en el qual va establir la llei de Fechner-Weber, per definir una relació matemàtica entre la sensació i l'estímul.
Va estudiar, també, els fets estètics des d'un punt de vista hedonista i sensualista. De forma general, va ser un curiós de tots els aspectes de l'experiència, fet que el va convertir en una figura exemplar de docent i noble.

## Contribucions
Gustav Fechner va publicar articles de química i de física i va traduir del francès obres sobre química de Jean Baptiste Biot i de Louis Jacques Thénard. Una faceta diferent però essencial del seu caràcter es mostra en els seus poemes i peces humorístiques, com Vergleichende Anatomie der Engel (1825), escrit sota el pseudònim de "Dr. Mises".
El treball de Fechner que va marcar la seva època va ser la Elemente der Psychophysik (Elements de Psicofísica) del 1860. Partint de les bases filosòfiques del monisme va pensar que els fets corporals i els fets conscients, encara que uns no poden reduir-se als altres, són diferents cares d'una mateixa realitat. La seva originalitat radica a tractar de descobrir una relació matemàtica exacta entre ells. El resultat més famós de les seves recerques és la llei coneguda com la Llei de Weber-Fechner que es pot expressar de la següent manera:
Perquè la intensitat d'una sensació pugui augmentar en progressió aritmètica, l'estímul deu augmentar en progressió geomètrica.
Encara que el principi és correcte només dins de certs límits, la llei s'ha mostrat immensament útil. La llei de Fechner implica que la sensació és una funció logarítmica de la intensitat física, la qual cosa no és possible a causa de la singularitat de la funció logarítmica en zero. Per tant, S. S. Stevens va proposar la relació de la llei matemàticament més plausible de la relació entre la potència de la sensació i la seva intensitat, en el seu famós article de 1961 (en el qual establia la denominada Funció potencial de Stevens) titulat To Honor Fechner and Repeal His Law (En Honor de Fechner i Revocant la seva Llei).

La fórmula general de Fechner per aconseguir un nombre d'unitats de qualsevol sensació és:
S = c log R,
on S significa la sensació, R l'estímul numèricament estimat, i C una constant que ha de determinar-se per separat per a cada experiment en funció de la sensibilitat. El raonament de Fechner ha estat criticat amb l'argument que, si bé els estímuls són composts, les sensacions no ho són. "Tota sensació", diu William James, "es presenta com una unitat indivisible, i és gairebé impossible llegir un significat clar en la idea que siguin cúmuls d'unitats combinades."

### L'efecte de color Fechner
El 1838 va estudiar la llavors misteriosa il·lusió perceptiva del que encara es diu l'efecte de color de Fechner, pel qual es perceben colors en un patró en blanc i negre en moviment. El 1894 el periodista i científic aficionat britànic Charles Benham va difondre aquest efecte entre el públic angloparlante a través de la invenció del denominat disc de Benham. Actualment no se sap si Fechner i Benham van arribar a conèixer-se personalment.

### La mitjana en estadística
El 1878 Fechner va publicar un article en el qual va desenvolupar la noció estadística de la mitjana. Més tard, va aprofundir en concepte d'estètica experimental, amb la idea de determinar les formes i dimensions dels objectes estèticament agradables. Va utilitzar principalment les dimensions de les pintures com a base de dades. En la seva obra de 1876, Vorschule der Aesthetik (Escola d'Estètica), va utilitzar el mètode de rangs de judicis subjectius extrems.
Generalment, se li atribueix a Fechner la introducció de la mitjana en l'anàlisi formal de dades.

### La sinestèsia
El 1871 Fechner va informar del primer estudi empíric de subjectes amb fotismo (percepció de colors sense estímul visual) mitjançant targetes de colors entre 73 sinestèsics. El seu treball va ser seguit el 1880 pel de Francis Galton.

### Cos callós seccionat
Una de les especulacions de Fechner sobre la consciència concernia la fisiologia del cervell. Durant la seva època hi havia la constància que el cervell és simètric i bilateral i que existeix una profunda divisió entre les dues meitats que estan unides mitjançant una banda de connexió de fibres, anomenades el cos callós. Fechner va especular que si fos seccionat es generarien dues corrents separades de consciència, i la ment es convertiria en dues. No obstant això, Fechner creia que la seva teoria no seria mai posada a prova; però estava equivocat. Durant la segona meitat del segle xx, Roger Sperry i Gazzaniga Michael van treballar amb pacients epilèptics el cos callós seccionat i van observar que la idea de Fechner era correcta.

### Hipòtesi de la secció àuria
Fechner va construir deu rectangles amb diferents proporcions entre amplària i longitud, i va demanar a nombrosos observadors que triessin la "millor" i la "pitjor" forma de rectangle. Estava interessat en avaluar l'atractiu visual dels rectangles amb diferents proporcions.
Els rectangles triats com a "millor" pel major nombre de participants tenien una proporció de 0,62 (entre 3:5 i 5:8). Això va arribar a ser conegut com el "nombre d'or" (o número auri) i es va referir a la relació entre l'amplària i la longitud d'un rectangle, que és més atractiva a la vista. El psicòleg i filòsof Carl Stumpf va intervenir en aquest estudi com a subjecte de proves.
Tanmateix, encara es manté una certa controvèrsia sobre l'experiment en si, atès que es va arribar a saber que Fechner va descartar deliberadament de l'estudi els resultats que no s'ajustaven a les seves necessitats, amb nombrosos matemàtics (incloent a l'astrofísic israelià Mario Livio) refutant el resultat de l'experiment.

### La distribució normal dividida
En la seva publicació pòstuma Kollektivmasslehre (Ensenyament col·lectiu de masses) (1897), Fechner va introduir la distribució normal dividida, per a donar cabuda a les asimetries que havia observat en la distribució de freqüències empíriques en molts camps. La distribució ha estat redescoberta independentment per diversos autors que treballen en diferents camps.

## Reconeixements

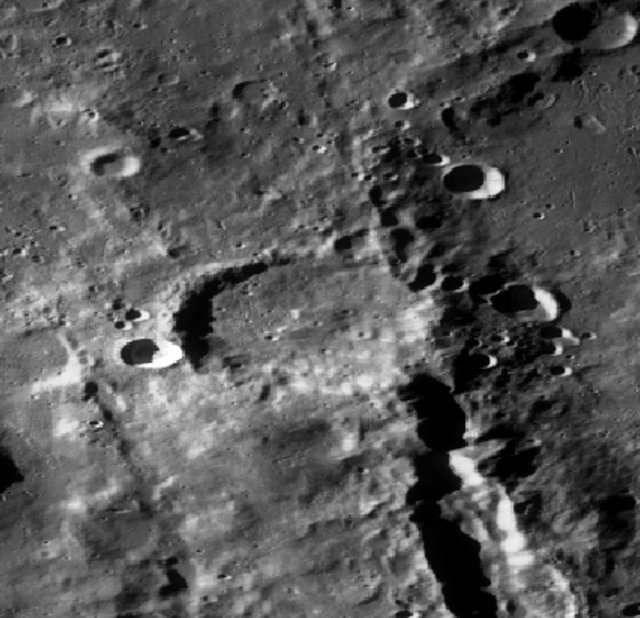
Fechner, cràter lunar.

L'any 1970, la Unió Astronòmica Internacional va batejar un cràter en el costat llunyà de la lluna en honor seu.

### Dia Fechner
L'any 1985, la Societat Internacional de la Psicofísica va anomenar la seva conferència anual el Dia Fechner. Està previst que la conferència inclogui el 22 d'octubre perquè els psicofísics celebrin l'aniversari del dia de 1850 en què Fechner es va despertar amb un nou enfocament sobre com estudiar la ment. El dia de Fechner s'ha celebrat des de llavors sent l'edició de l'any 2021 la número 27. És organitzat anualment per un amfitrió acadèmic diferent. A causa de la pandèmia del COVID-19, el Dia de Fechner es va celebrar telemàticament els anys 2020 i 2021.